# Ingram Marshall
Ingram Douglass Marshall (Mount Vernon, 10 maggio 1942 – 31 maggio 2022) è stato un compositore e docente statunitense e studente di Vladimir Ussachevsky e  Morton Subotnick.

## Biografia

### Primi anni e formazione
Figlio di Bernice Douglass e Harry Reinhard Marshall Sr, il primo interesse di Marshall per la musica fu incoraggiato da sua madre, lei stessa una pianista e cantante affermata. Da bambino si esibì come soprano nel coro dei ragazzi alla Mt. Vernon Community Church e durante gli anni di scuola superiore fu ben presto influenzato dal noto insegnante di musica Victor Laslo. Dopo essersi diplomato alla Fox Lane High School nel 1960 proseguì gli studi musicali presso il Lake Forest College e la Columbia University. Nel 1970 diventò assistente alla Morton Subotnik a Cal Arts, rimanendovi per diversi anni dopo aver conseguito il suo MFA (Master of Fine Arts) nel 1971.

### Carriera
Sebbene il compositore usasse il termine "espressionista" per descrivere la sua musica, è stato spesso associato al postminimalismo. La sua musica riflette spesso un interesse per la world music, in particolare la tradizione gamelan balinese, come pure l'influenza delle tendenze minimaliste americane degli anni '60 (il compositore mostra spesso apprezzamento per il lavoro di Steve Reich, Terry Riley e John Adams).
Ottenne il riconoscimento per i suoi pezzi elettroacustici, spesso eseguiti dallo stesso compositore su sintetizzatore, il looping su nastro, il gambuh (un flauto balinese tradizionale) e la voce (Fragility Cycles [1978] è una delle sue opere più famose che usa questo metodo di esecuzione solista). La sua musica acustica incorpora spesso il ritardo del nastro e, in seguito, il ritardo digitale (come Soe Pa, per chitarra classica solista e Hymnodic Delays per il Theatre of Voices). Molte delle parti per nastro dei suoi brani comprendono il falsetto acuto del compositore e il suono del gambuh (come Fog Tropes e Gradual Requiem (1980)). Alcune delle sue opere sono state prodotte in coordinamento con l'assistenza del noto fotografo norvegese James Bengston dello Studio Nord di Oslo.
Scrisse per il Kronos Quartet: Voces Resonae (1984) e Fog Tropes II (1982), presenti nel film Shutter Island e per l'Orpheus Chamber Orchestra: Orphic Memories (2006).
Entrò nella facoltà di musica dell'Evergreen State College e in seguito si trasferì a New Haven, nel Connecticut, dove fu professore alla Yale School of Music. È stato beneficiario di una borsa di studio Fulbright ed ha studiato musica gamelan a Bali. Nel 1990 gli è stato conferito un dottorato in filosofia presso il Lake Forest College, in gran parte in riconoscimento del suo premio Fulbright e degli studi gamelan a Bali.

## Opere

### Musica da camera
- The Fragility Cycles (1978), elettronica, sintetizzatore, flauto gambuh e voce
- Gradual Requiem (1980), elettronica, sintetizzatore, flauto, voce, mandolino e pianoforte
- Fog Tropes (1981), sestetto e nastro di ottone
- Voces Resonae (1984), quartetto d'archi (presentato da Kronos Quartet)
- In My End is My Beginning (1985), Piano Quartet in 2 Movements (presentato dal Dunsmuir Piano Quartet)
- Evensong (1992), quartetto d'archi
- Fog Tropes II (1994), quartetto d'archi e nastro
- Sierran Songs (1994), basso, marimba ed elettronica
- In Deserto: Smoke Creek (2003), violino, fagotto, percussioni, chitarra, violoncello ed elettronica
- Muddy Waters (2004), piano, percussioni, chitarra elettrica, basso, clarinetto basso e violoncello (presentato da Bang on a Can Allstars)
- Sea Tropes (2007), flauto, violino, violoncello, clarinetto basso, marimba e nastro

### Orchestra
- Spiritus (1981)
- Sinfonia Dolce far Niente (1989)
- Peaceable Kingdom (1991)
- Kingdom Come (1997)
- Bright Kingdoms (2003)
- Dark Florescence (2004), Variazioni per due chitarre e orchestra (con Andy Summers e Ben Verdery)[3]
- Orphic Memories (2006)

### Coro
- Savage Altars (1992), coro da camera, violino, viola e nastro
- Hymnodic Delays (2001)
- A New Haven Psalter (presentato per la prima volta il 30 novembre 2012 dallo Yale University Glee Club e dalla Yale Concert Band)

### Solista
- Soe-pa (2000), chitarra solista con elettronica
- Authentic Presence (2001), piano solo (anteprima di Sarah Cahill))
- September Canons (2003), violino solo (anteprima di Todd Reynolds))
- Five Easy Pieces (2003), Piano a quattro mani
- Baghdad Blues (2006), oboe solista con elettronica
- Florescence Soledad (2007), chitarra solista

### Interviste
- "Ingram Marshall: Today's Music Tomorrow", su newmusicbox.org. Ingram Marshall (July 17, 2001). NewMusicBox (Interview). Interviewed by Frank J. Oteri (published August 1, 2001).
- Perfect Sound Forever: Interview by Daniel Varela (July 2003)
- "Meet The Composer: Ingram Marshall: A Connecticut Hippie In California", su wqxr.org. (Podcast). October 5, 2015.

### Ascolto online
- Epitonic.com: Ingram Marshall featuring tracks from Dark Waters and Fog Tropes
- Art of the States: Ingram Marshall Weather Report (1974)
- Kingdom Come: Various pieces, featuring Theatre of Voices, American Composers Orchestra, etc.

| Controllo di autorità | VIAF (EN) 117549926 · ISNI (EN) 0000 0001 1700 6036 · Europeana agent/base/149788 · ULAN (EN) 500473968 · LCCN (EN) nr91005161 · GND (DE) 131934473 · BNF (FR) cb139393718 (data) · J9U (EN, HE) 987007460474305171 |